# Helina icterica
Helina icterica är en tvåvingeart som först beskrevs av Seguy 1937.  Helina icterica ingår i släktet Helina och familjen husflugor. Inga underarter finns listade i Catalogue of Life.